# Woo!ah!
Woo!ah! (cách điệu thành woo!ah!, tiếng Hàn Quốc: 우아!)  là một nhóm nhạc nữ Hàn Quốc gồm năm thành viên do NV Entertainment ra mắt. Nhóm bao gồm các thành viên Nana, Wooyeon, Sora, Lucy và Minseo. Nhóm ra mắt vào ngày 13 tháng 5 năm 2020.

## Lịch sử

### 2020: Debut vớiExclamation,Songyee rời nhóm, comeback vớiQurious
Vào ngày 20 tháng 3 năm 2020, nhóm nhạc nữ Woo!ah! đã được công bố, và được tiết lộ sẽ được sản xuất bởi giám đốc của NV Entertainment, Han Ji-seok và CEO Kim Kyu-sang. Han là một chuyên gia giải trí ở nước ngoài và từng làm việc trong SM Entertainment và Kakao M, trong khi Kim là một giám đốc sáng tạo và đã sản xuất và chỉ đạo nhiều nghệ sĩ đại diện cho Hàn Quốc.
Vào ngày 24 tháng 4, lịch phát hành cho album đầu tay của nhóm, Exclamation, đã được xuất bản. Sau đó, hình ảnh và đoạn phim trailer cho các thành viên đã được phát hành theo thứ tự: Wooyeon, Minseo, Lucy, Songyee, Sora và Nana. Nhóm đã ra mắt vào ngày 13 tháng 5 thông qua một buổi giới thiệu báo chí, tuy nhiên việc phát hành album đơn Exclamation và video âm nhạc cho ca khúc chủ đề Woo ! Ah ! đã bị hoãn đến ngày 15 tháng 5, để thể hiện sự hoàn thiện hơn trong nhóm thông qua những cải tiến trong cả hai phiên bản.
Vào ngày 14 tháng 8, công ty thông báo rằng Songyee rời nhóm vì lý do cá nhân.
Nhóm đã trở lại vào ngày 24 tháng 11 với album đơn thứ hai Qurious. Nhóm đã tổ chức một buổi giới thiệu báo chí và một buổi giới thiệu về lần trở lại trước khi phát hành một ngày.

## Thành viên
- Chú thích: In đậm là trưởng nhóm

| Nghệ danh           | Nghệ danh | Tên khai sinh  | Tên khai sinh | Tên khai sinh | Tên khai sinh    | Ngày sinh        | Vai trò                                                 | Nơi sinh                      | Quốc tịch |
| Latinh              | Hangul    | Latinh         | Hangul        | Hanja         | Hán-Việt         | Ngày sinh        | Vai trò                                                 | Nơi sinh                      | Quốc tịch |
| Thành viên hiện tại |           |                |               |               |                  |                  |                                                         |                               |           |
| Nana                | 나나      | Kwon Nayeon    | 권나연        | 權娜延        | Quyền Nhã Nghiên | 9 tháng 3, 2001  | Main Dancer, Lead Vocalist, Lead Rapper, Visual, Center | Sanggye-dong, Seoul, Hàn Quốc | Hàn Quốc  |
| Wooyeon             | 우연      | Park Jinkyoung | 박진경        | 朴鎭更        | Phác Trân Ánh    | 11 tháng 2, 2003 | Lead Vocalist, Visual                                   | Seoul, Hàn Quốc               | Hàn Quốc  |
| Sora                | 소라      | Sakata Sora    | 사카타 소라   | 坂田空        | Phản Điền Không  | 30 tháng 8, 2003 | Sub Vocalist                                            | Fukuoka, Nhật Bản             | Nhật Bản  |
| Lucy                | 루시      | Kim Daeun      | 김다은        | 金多恩        | Kim Đa Ân        | 9 tháng 4, 2004  | Main Rapper, Lead Dancer, Sub Vocalist                  | Suwon, Gyeonggi, Hàn Quốc     | Hàn Quốc  |
| Minseo              | 민서      | Kim Minseo     | 김민서        | 金旻暑        | Kim Mẫn Thư      | 12 tháng 8, 2004 | Main Vocalist, Lead Dancer, Maknae                      | Osan, Gyeonggi, Hàn Quốc      | Hàn Quốc  |
| Cựu thành viên      |           |                |               |               |                  |                  |                                                         |                               |           |
| Songyee             | 송이      | Park Songyee   | 박송이        | 朴宋儿        | Phác Tống Nhi    | 25 tháng 9, 2004 | Sub Vocalist, Rapper                                    | Hàn Quốc                      | Hàn Quốc  |

## Danh sách đĩa hát

### Album đĩa đơn
| Tiêu đề     | Chi tiết | Vị trí biểu đồ đỉnh | Doanh số     |
| Tiêu đề     | Chi tiết | KOR                 | Doanh số     |
| ----------- | --- | ------------------- | ------------ |
| Exclamation | - Phát hành: ngày 15 tháng 5 năm 2020 - Công ty: Nv entertainment, Kakao M - Các định dạng: CD, tải xuống kỹ thuật số, phát trực tuyến Danh sách bài hát 1. woo ! ah ! (우아 !) 2. Payday          | 20                  | - KOR: 4.608 |
| Qurious     | - Phát hành: ngày 24 tháng 11 năm 2020 - Công ty: NV Entertainment, Kakao M - Định dạng: CD, digital download, streaming Danh sách bài hát 1. Round & Round (빙빙빙) 2. Bad Girl 3. I Don't Miss U | TBA                 | TBA          |

### Single
| Tiêu đề              | Năm  | Thứ hạng cao nhất | Album       |
| Tiêu đề              | Năm  | KOR               | Album       |
| -------------------- | ---- | ----------------- | ----------- |
| "woo ! ah !" (우아!) | 2020 | —                 | Exclamation |
| "Bad Girl"           | 2020 | TBA               | Qurious     |